# 舍舒佩河

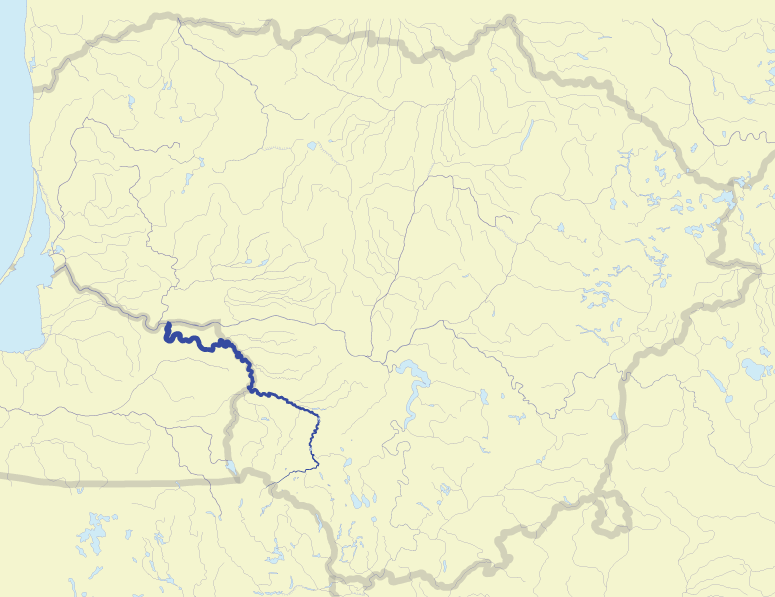

舍舒佩河是東歐的河流，流經波蘭、立陶宛和俄羅斯，屬於尼曼河的左支流，河道全長298公里，流域面積6,105平方公里，每年十一月至翌年四月結冰。

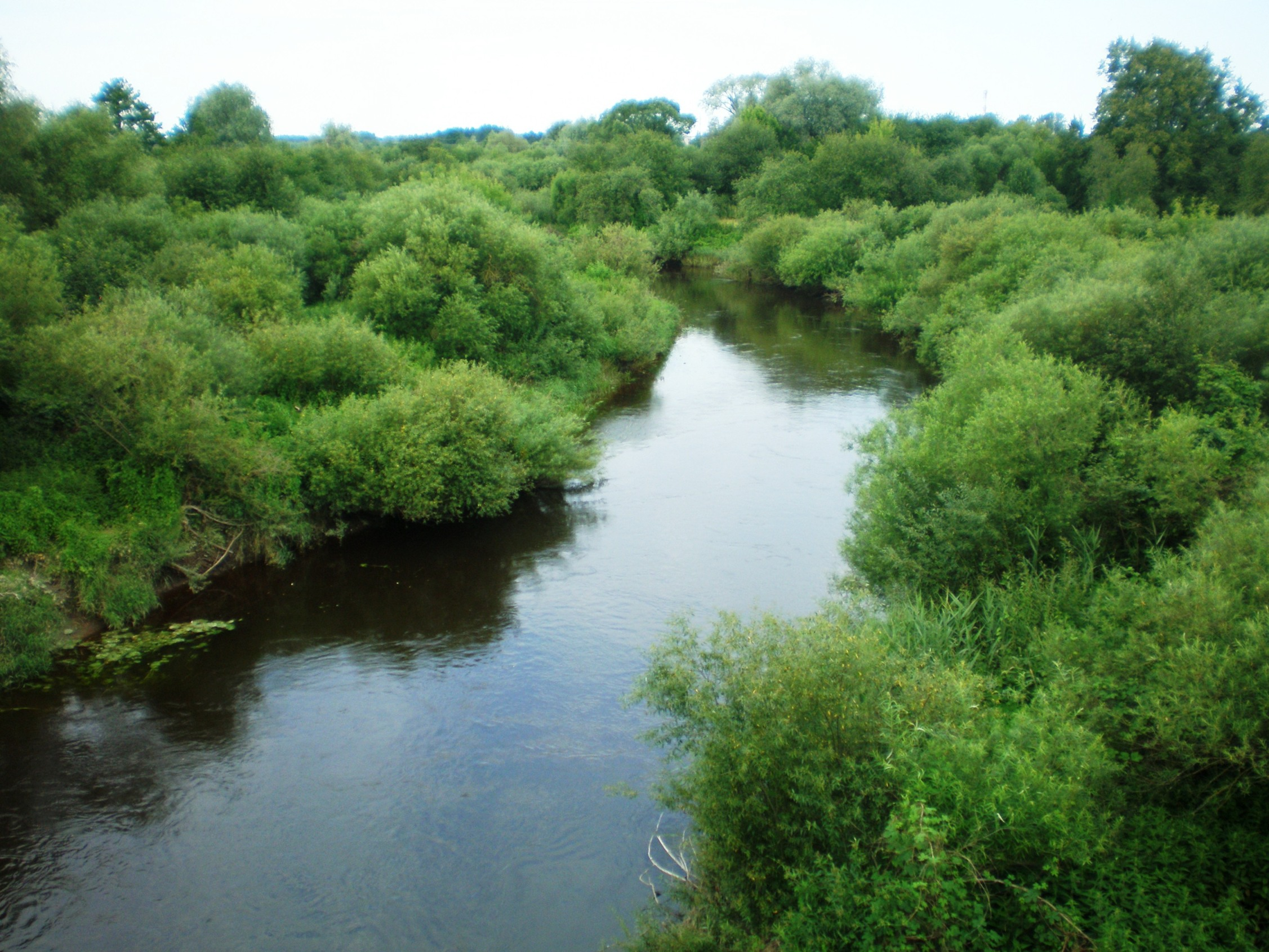

55°03′15″N 22°12′01″E / 55.05417°N 22.20028°E